# SPARCstation IPX
SPARCstation IPX — рабочая станция семейства SPARCstation от Sun Microsystems с архитектурой sun4c.

## Спецификация

### Процессор
SPARCstation IPX использует процессор Fujitsu MB86903 или Weitek W8701 с частотой 40 МГц. Это однопроцессорная машина.

### Память
SPARCstation IPX имеет 8 слотов DSIMM. Поддерживаемая оперативная память 64 МБ.

## Операционные системы
Следующие операционные системы работают на SPARCstation IPX:
- SunOS
- Solaris
- NetBSD/sparc
- OpenBSD/sparc
- Linux
- NeXTSTEP